# جون ألفرد فولكنير
جون ألفرد فولكنير (بالإنجليزية: John Alfred Faulkner)‏ هو مؤرخ أمريكي، ولد في 14 يوليو 1857، وتوفي في 6 سبتمبر 1931.